# Metro International

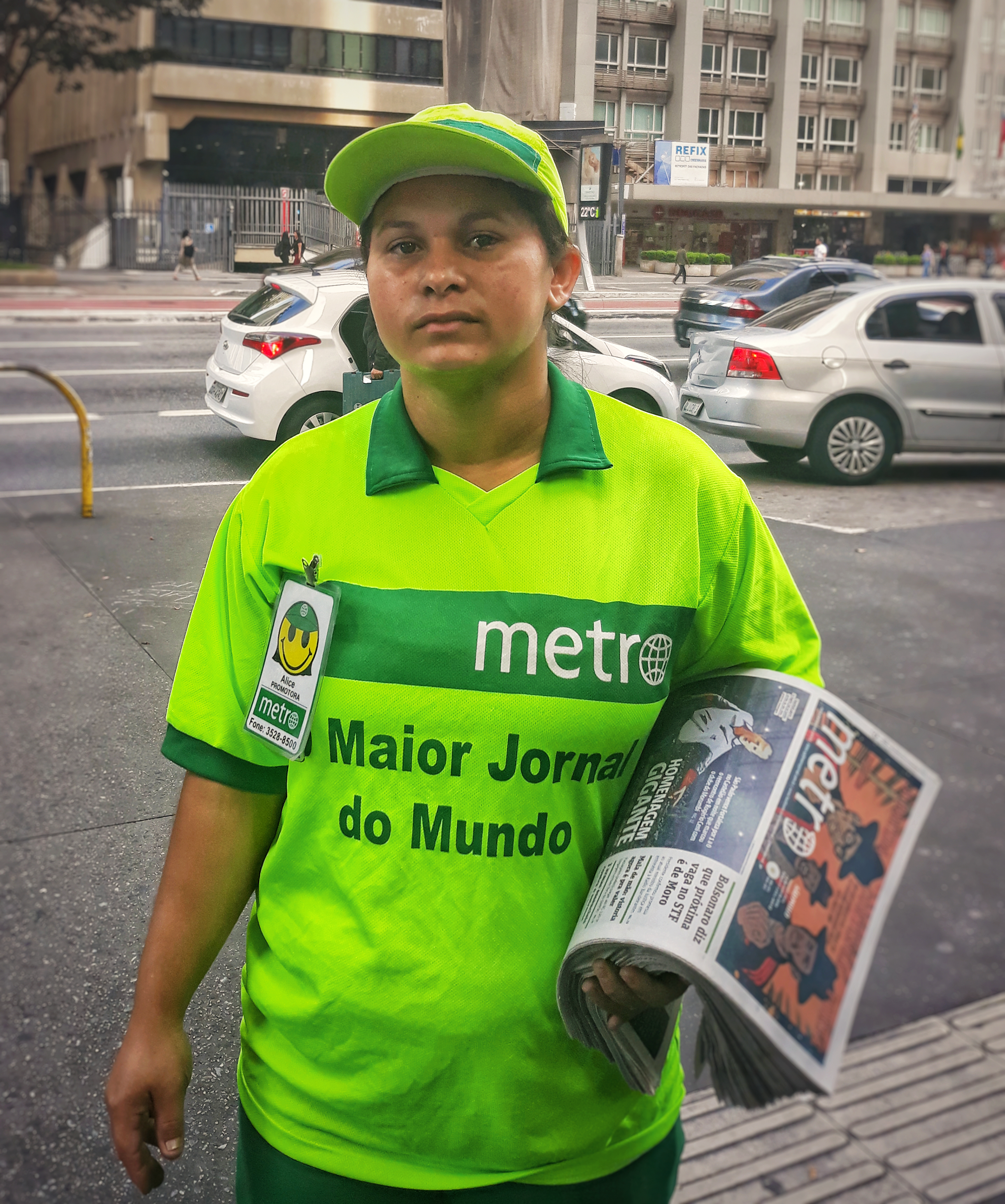
Vendedora do Metro, na Avenida Paulista, em São Paulo.

Metro International é uma companhia de mídia sueca com sede no Luxemburgo. Publica o jornal de distribuição gratuita denominado de "Metro".
A companhia foi fundada por Pelle Andersson e começou como uma subsidiária do Modern Times Group juntamente com Viasat Bradcasting. É agora controlada através da companhia de investimentos Kinnevik. A primeira edição do jornal foi publicada e distribuída pela Metro Stockholm no Metrô de Estocolmo.

## Os jornais Metro
Em janeiro de 2007, havia 70 edições diárias em mais de 100 grandes cidades em 20 países em 18 idiomas pela Europa, América do Norte e Ásia para um universo de mais de 20 milhões de leitores diários e mais de 42 milhões de leitores semanais.
As edições do Metro são distribuídas em zonas de tráfego movimentado ou em redes de transporte público numa combinação de cabines de auto-serviço e por distribuidores em dias de semana. Edições de final-de-semana também são publicadas em Estocolmo e Santiago. Os pontos de distribuição estão localizados em volta ou nas redes de transporte público (metrô, trens, ônibus), prédios de escritórios, lojas em pontos-chave de distribuição em ruas movimentadas, ou em outras áreas populacionais de alta densidade como campi de universidades.
O nome local das edições do jornal Metro podem variar devido a questões de direitos autorais. As edições chilenas e mexicanas são chamadas Publimetro, a espanhola é nomeada Metro Directo. Outro jornal grátis chamado Metro é publicado em 12 áreas no Reino Unido pela Associated Newspapers. No RU, essa publicação não está relacionada com a Metro International, que usava o nome Morining News para o seu (já extinto) jornal gratuito distribuído em partes do Reino.
É noticiado que a Metro International tem planos de lançar um jornal gratuito rival em Londres. Curiosamente a Metro International e a Associated Metro colaboram no Dublin Metro (lançado em 10 de Outubro de 2005) e cada um partilha um terço de sua propriedade com o outro terço pertencendo ao Irish Times. O Dublin Metro utiliza o logo e formatos do Associated Metro.

### Cronologia das edições do Metro
- O Metro foi primeiramente lançado em Estocolmo em 13 de Fevereiro de 1995.
- Uma edição em língua alemã foi publicada na Suíça pela "Metro Publication (Schweiz) AG" sob o nome de Metropol em 31 de Janeiro de 2000 como um competidor direto contra o 20 Minuten. O jornal cessou sua publicação sem aviso em 13 de Fevereiro de 2002.
- Em 2000, uma edição em língua espanhola chamada Publimetro foi publicada em Buenos Aires, Argentina com uma circulação de 390 000 exemplares. Enfrentando competição do diário grátis La Razon publicado pelo Grupo Clarín, o Publimetro foi "suspenso" indefinidamente um ano depois.
- 29 de dezembro de 2004: é lançada a versão do jornal Metro em Lisboa.
- 10 de maio de 2005: é lançada a versão do jornal Metro no Porto.
- Uma revista semanal chamada Metropop começou a ser publicada em 27 de Abril de 2006, a cada quinta-feira em Hong Kong.
- Devido a dificuldades financeiras no setor de imprensa em geral, e aos jornais grátis em particular, Metro International fechou sua edição polonesa em 5 de Janeiro de 2007. Anteriormente, a edição vespertina dinamarquesa do jornal foi fechada, e os negócios na Finlândia vendidos.
- A edição portuguesa, propriedade da Medialivre desde 2009, foi descontinuada a 5 de setembro de 2016.[1]

## Edições do Metro por região

### Europa

#### Edições locais
| - Aarhus - Alicante - Amsterdã - Atenas - Barcelona - Bolonha - Bordeaux - Budapeste - Castilla-La Mancha - Copenhague - Dublin - Elche - Estocolmo - Estrasburgo - Florença - Galiza - Gênova - Gotemburgo - Helsinque - Lille - Lyon - Madrid | - Málaga - Malmö - Marselha - Milão - Nice - Nantes - Paris - Praga - Rennes - Roma - Roterdã - Sevilha - São Petersburgo - Saragoça - Tampere - Toulouse - Turim - Turku - Valencia - Vêneto - Verona - Zagreb |

#### Edições nacionais
- Dinamarca (encerrada)
- Espanha (edição das Ilhas Canárias)
- Hungria
- Países Baixos
- Polônia (encerrada)
- Portugal
- Suécia

### Ásia
- Hong Kong
- Seul
- Busan

### América
| - Belo Horizonte - Brasília - Boston - Calgary - Chillán - Cidade do México - Concepción - Curicó - Curitiba - Edmonton - Filadélfia - Monterrey - Montreal - Nova York | - Ottawa - Porto Alegre - Rancagua - Região do Grande ABC - Santiago - São Paulo - Talca - Talcahuano - Toronto - Valparaíso - Vancouver - Vitória |